# Dub svaté Anny
Dub svaté Anny je památný strom dub letní (Quercus robur) v Březně v okrese Chomutov v Ústeckém kraji.
Roste v Mostecké pánvi v nadmořské výšce 280 m v Březně v ulici Pod Lesem jižně od hranice dubo-borového lesa.

## Základní údaje
Obvod kmene měří 436 cm, koruna stromu dosahuje do výšky 12 metrů (měření 2008). V roce 2008 bylo stáří stromu odhadováno na 200 let.
Dub je chráněn od roku 2012 jako strom s významným habitem, významný stářím a vzrůstem.

## Stromy v okolí
- Svatojosefský dub v Soběsukách
- Soběsukský akát
- Vikletická lípa
- Platany u SPŠ v Chomutově